# Windsor Park
Windsor Park, oficialment National Football Stadium at Windsor Park, també anomenat The National Stadium, i anomenat en gaèlic irlandès com a Páirc Windsor, és un camp de futbol de la ciutat de Belfast.

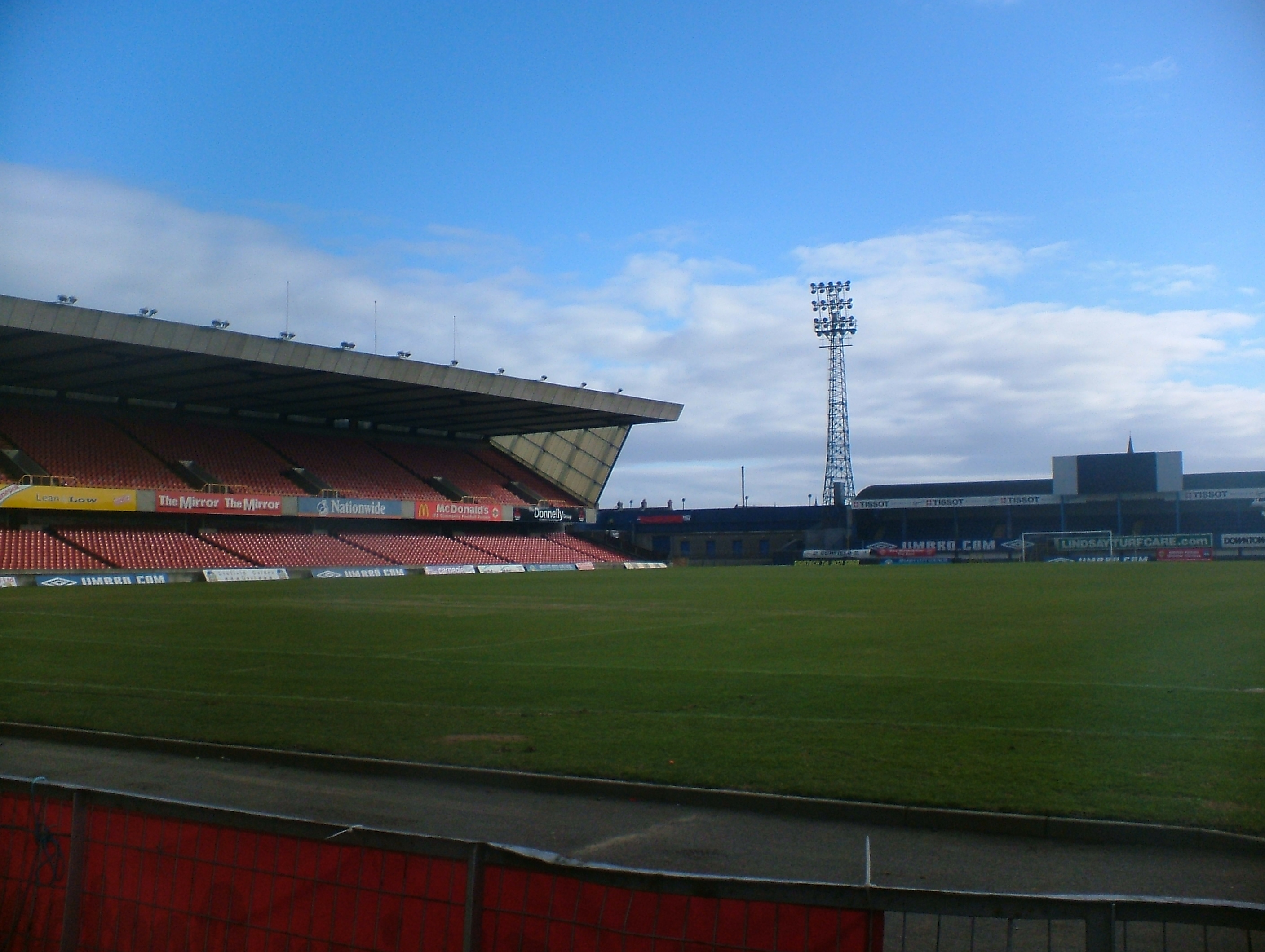
Windsor Park l'any 2006.

És la seu del Linfield FC qui és propietari del terreny on està construït l'estadi, mentre que l'Associació Irlandesa de Futbol és propietària i opera de l'estadi, i paga al Linfield una quota anual de lloguer per l'ús del terreny, en nom de la selecció de futbol d'Irlanda del Nord. L'estadi sol ser on es juga la final de la Copa d'Irlanda.
Windsor Park es va obrir per primera vegada el 1905, amb un partit entre Linfield i Glentoran. El primer gran desenvolupament de l'estadi va tenir lloc a la dècada de 1930, segons un disseny de l'arquitecte escocès Archibald Leitch. La capacitat màxima de l'estadi en aquest període va ser de 60.000 espectadors. A principis de la dècada de 1960, es va construir la graderia Railway. A la dècada de 1980 es va construir la tribuna nord de dos nivells i 7.000 places.
El 2012 es van donar a conèixer els detalls de la remodelació de l'estadi. El pla faria que Windsor Park esdevingués un estadi de 18.000 places amb una sèrie d'obres escalonades que inicialment es pretenia començar a l'estiu de 2013. Els plans incloïen la demolició tant de les estructures del ferrocarril com de la tribuna sud per ser substituïdes per noves grades que tancarien parcialment l'estadi, la renovació completa de les grades nord i oest existents, i la construcció de noves instal·lacions de conferències i una nova instal·lació que esdevindria seu de l'IFA.
El febrer de 2013, es va concedir el permís urbanístic per a la reurbanització, amb un cost estimat del projecte al voltant de 29,2 milions de lliures, dels quals 25,2 milions provindrien de finançament governamental. Estava previst que els treballs comencessin el setembre de 2013. Diversos litigis judicials provocaren l'endarreriment fins al maig de 2014, quan finalment es va començar a treballar en la remodelació de l'estadi.

## Partits destacats
Windsor Park va ser seleccionat com a amfitrió de la Supercopa d'Europa de futbol 2021 pel Comitè Executiu de la UEFA durant la seva reunió a Ljubljana, Eslovènia, el 24 de setembre de 2019. El partit es va jugar l'11 d'agost de 2021 entre el Chelsea FC, guanyador de la UEFA Champions League 2020–21 i el Vila-real CF, guanyador de la UEFA Europa League 2020–21, amb el Chelsea guanyant en una tanda de penals.
Windsor Park va ser seu d'un partit de la Copa del Món de Rugbi Lliga de 2000.
| Data            | Local   | Resultat | Visitant | Competició                  | Assistència |
| --------------- | ------- | -------- | -------- | --------------------------- | ----------- |
| 28 octubre 2000 | Irlanda | 30–16    | Samoa    | Copa del Món de Rugbi Lliga | 3.207       |